# Wilson N. Jones
Wilson N. Jones, född 1827 eller 1828 i den tidigare Choctaw Nation i dåvarande territoriet Mississippi, död 11 januari 1901, var en ranchägare och hövding för choctawfolket i Oklahoma i USA.
Wilson N. Jones var det yngsta barnet till Nathaniel Jones. Namnet på modern, som var från familjen Battiest, är inte känt. Familjen tvingades 1833 av den amerikanska regeringen att flytta från choctawernas tidigare område i Mississippi till ett nyupprättat indianreservat för choctawerna i Oklahoma, där den slog sig ned i Little River-området i nuvarande McCurtain County.
Wilson Jones valdes till hövding över choctawfolket för åren 1890–1894. Han var då ranchägare i Cade i dåvarande Choctaw Nation of Oklahoma, nuvarande Bryan County, och var den rikaste personen i dåvarande Indianterritoriet. Han hade en egendom på 6 900 hektar, varav 243 var uppodlad mark och resterande betesmark. Där hade han 5 000 nötkreatur och 300 hästar. Också efter en lagändring 1883, som begränsade en enskilds instängslade mark till 405 hektar, kunde Jones behålla sina 69 kvadratkilometer eftersom lagen inte var retroaktiv.
Hans skolutbildning var försumbar, men han blev känd för sitt arbete för en ökad skolutbildning för choctawer, ledd av choctawerna själva. Under hans tid i ledningen för Choctaw Nation grundades tre skolor: internatskolan Jones Academy för pojkar nära Hartshorne, flickskolan Tushka Homma Academy i Tuskahoma samt Tuscaloosa Institute för barn till frigivna slavar. Samtidigt ombildades de två äldre skolorna Armstrong Academy och Wheelock Seminary till skolor för pojkar respektive flickor utan föräldrar.
Jones första fru var dotter till chickasawledaren överste Pickens. Paret fick två barn, vilka bägge dog unga. I andra äktenskapet var han gift med Louisa LeFlore. Paret fick två barn. I sitt tredje äktenskap var han gift med Martha L. Risener, som kom från en familj i Tennessee och i fjärde äktenskapet med Bell Curtis från Arkansas. Detta par fick två barn, som dog som minderåriga.

## Wilson N. Jones Regional Medical Center
Wilson N. Jones Regional Medical Center i Sherman i Texas är inrättat med medel testamenterade av Wilson N. Jones.
Wilson N. Jones flyttade till Sherman 1894. När han dog 1901 var alla hans fyra makar och alla barn döda, och hans enda arvinge var den nioårige sonsonen Nat Jones. Enligt testamentet skulle sonsonen få ut belopp ur dödsboet i omgångar, med återstående del när han fyllde 30 år. Sonsonen dog dock vid 29 års ålder utan egen arvinge, varför återstoden av arvet gick till en stiftelse för att inrätta ett sjukhus för i första hand staden Sherman.